# 川勝秀氏
川勝 秀氏（かわかつ ひでうじ）は、戦国時代の武将、安土桃山時代の小大名、後に江戸時代前期の旗本。秀氏流川勝家（本家）の初代当主。

## 生涯
弘治元年（1555年）、室町幕府13代将軍・足利義輝の奉公衆・川勝継氏の嫡男として、丹波国の桑田郡中山または北桑田郡美山町（現南丹市）静原の島城に生まれた。
父と同じく義輝に仕えるが、足利将軍家の没落後は、織田家に転じた。
天正5年（1577年）、織田信長に従って紀州征伐に参陣した。戦功によって感状を賜る。
その後、豊臣秀吉の馬廻を務めて、「秀」の一字を拝領して秀氏と称した。
天正10年（1582年）9月9日、丹波国何鹿郡内に3,535石を秀吉より与えられた。父継氏の家督を継ぎ、丹波内1万石余を領していたとされる。
文禄元年（1592年）からの文禄・慶長の役では、肥前名護屋城に在陣し、御後備衆の1つとして70名を率いた。この頃、従六位上主水正に叙任された。 
慶長5年（1600年）の関ヶ原の戦いでは、小野木重次に率いられた丹波・但馬の諸大名とともに西軍に与して、細川幽斎が拠る丹後田辺城攻撃（田辺城の戦い）に参加した。その後（もとより東軍に通じていたため）、徳川家康から赦免を受けて小野木重次が拠る福知山城を攻撃し、改易を免れることができた。戦後、丹波国何鹿郡内から丹波国氷上郡・船井郡内に転封となり、家康の命を受け丹波黒井城の最後の城主を務めた。
慶長6年（1601年）、室町期以来の丹波の旧族、細川三斎の推挙により召し出されて、秀氏は旗本家を興した。家紋は桐に鳳凰、釘抜、五三桐。通し字は「広」。
慶長11年（1606年）駿府城造営の奉行し、同年3月25日、勤めの褒賞として御書を給わった。
慶長12年（1607年）5月26日に没した。『寛永諸家系図伝』によれば享年は53、『寛政重修諸家譜』では33。家督を嫡男の広綱が継いだ。